# David Pajo
David Pajo est un musicien américain de rock indépendant né en 1968 au Texas.

## Biographie
David Pajo est principalement connu pour être le guitariste du groupe Slint (principal groupe précurseur du post-rock au début des années 90) mais il fut aussi membre de Tortoise de 1996 à 1998 (il apparaît sur les albums Millions Now Living Will Never Die et TNT), puis de Zwan en 2003 (au côté de Billy Corgan) sur l'unique album du groupe intitulé Mary Star Of The Sea.
Il a également réalisé des albums solo sous différents pseudonymes tels que Aerial M, Papa M ou plus récemment Pajo.
En 2005, David Pajo, Brian McMahan et Britt Walford reforment Slint à l'occasion du festival anglais All Tomorrow's Parties puis donnent quelques concerts en Europe et aux États-Unis.
En 2007, Une nouvelle tournée européenne est organisée et la possibilité d'un nouvel album de Slint a été évoquée (ce serait le premier depuis 1991).
Parallèlement à la nouvelle tournée de Slint, David Pajo prépare un nouveau projet : avec Michael McMahan (le frère de Brian McMahan qui est également présent dans la reformation de Slint en tant que deuxième guitariste), il crée le groupe Dead Child, plus orienté vers le heavy metal, dont le premier album Attack est sorti en 2008 sur le label Touch and Go Records.
Courant 2010, Dave Pajo rejoint le groupe Interpol pour la tournée de son album homonyme, dans lequel il occupe la place de bassiste après le départ de Carlos Dengler, bassiste originel du groupe. Il quitte le groupe en pleine tournée en février 2011, avant d'être remplacé par Brad Truax.

## Discographie

### Slint
Albums :
- 1989 : Tweez
- 1991 : Spiderland

### Tortoise
Albums :
- 1996 : Millions Now Living Will Never Die
- 1998 : TNT

### M
Single, Split, Ep :
- 1995 : M Is The Thirteenth Letter
- 1996 : Vol De Nuit (split avec Monade)

### Aerial M
Single, Split, Ep :
- 1997 : M Is...
- 1998 : October
- 1998 : Vivea
- 1999 : Blue Black Holler (split avec Azusa Plane)

Albums :
- 1997 : Aerial M
- 1999 : Post Global Music

### Papa M
Single, Split, Ep :
- 1999 : Travels In Constants Vol.5
- 1999 : 1999
- 1999 : 1999 Tour Single
- 2001 : Papa M Sings
- 2002 : Mama You Been On My Mind (split avec Unhome)
- 2002 : Songs Of Mac
- 2002 : Three Songs
- 2003 : Orange World (split avec Entrance)
- 2003 : One
- 2003 : Two
- 2003 : Three
- 2003 : Four
- 2004 : Five (avec Christina Rosenvinge)
- 2004 : Six

Albums studio  :
- 1999 : Live From A Shark Cage
- 2001 : Whatever, Mortal
- 2004 : Hole Of Burning Alms
- 2016 : Highway Songs
- 2018 : A Broke Moon Rises
- 2024 : Ballads of Harry Houdini

### Zwan
Album :
- 2003 : Mary Star Of The Sea

### Pajo
Single, Split, Ep :
- 2006 : It's You That Burns (split avec Audrey)

Albums :
- 2005 : Pajo
- 2006 : 1968

### Dead Child
Single, Split, Ep :
- 2007 : Dead Child (EP)

Albums :
- 2008 : Attack

## Sites Web
- Site officiel
- Site officiel de Dead Child